# Chlorops sabulona
Chlorops sabulona är en tvåvingeart som beskrevs av Becker 1912. Chlorops sabulona ingår i släktet Chlorops och familjen fritflugor. Inga underarter finns listade i Catalogue of Life.